# Me-QR
Me-QR es un servicio de generación de códigos QR desarrollado por ME TEAM LTD. La empresa fue fundada en 2021 por Ivan Melnychuk, quien se desempeña como su director ejecutivo (CEO).

## Visión general
Me-QR fue fundada como parte de ME TEAM LTD por Ivan Melnychuk en 2021. Desde su lanzamiento, la empresa ha crecido hasta convertirse en un proveedor global de servicios de generación de códigos QR.
La empresa ofrece sus servicios en Estados Unidos, Francia, España, Alemania, India, Indonesia, Tailandia, Vietnam, México, Malasia y Brasil.
Me-QR se especializa en la creación de códigos QR universales para uso empresarial y personal. La plataforma permite a los usuarios generar códigos QR a través de su sitio web.
Algunos de los clientes más conocidos de Me-QR incluyen Disney, Amazon, Walmart, Starbucks y Autonation.